# Archidendron contortum
Archidendron contortum là một loài thực vật có hoa trong họ Đậu. Loài này được (C.Mart.) I.C.Nielsen miêu tả khoa học đầu tiên.